# 诸葛文熊
诸葛文熊（？—？），琅邪郡阳都县（今山东省临沂市沂南县）人，诸葛恢的幼女，诸葛甝、诸葛虪、诸葛衡、诸葛文彪的姐妹，嫁给了谢裒的儿子谢石。
诸葛恢的大女儿诸葛文彪嫁给了太尉庾亮的儿子庾会，次女嫁给了徐州刺史羊忱的儿子羊楷，庾会被苏峻杀害后，诸葛文彪改嫁江虨，诸葛恢的儿子诸葛衡娶邓攸的女儿。当时谢裒替儿子向诸葛恢的小女儿诸葛文熊求婚，诸葛恢说：“羊氏、邓氏与诸葛氏世代通婚，江家得到我的照顾，庾家照顾我，不能再另外与谢裒的儿子通婚。”诸葛恢死后，诸葛文熊才嫁到谢家。王羲之去谢家看新媳妇，诸葛文熊仍有诸葛恢的遗风，她仪表严肃，端庄安详，仪容服饰光洁整齐。王羲之感叹的说：“我嫁女儿的时候，也只能做到这样啊！”